# Lyonia microcarpa
Lyonia microcarpa là một loài thực vật có hoa trong họ Thạch nam. Loài này được Urb. & Ekman mô tả khoa học đầu tiên năm 1926.